# Ювілейний (Кривий Ріг)
Ювіле́йний — житловий мікрорайон у Саксаганському районі Кривого Рогу.
Закладений у кінці 60-х рр. ХХ століття. Розвитку набув у 70-80-х рр. Має 17 багатоповерхових будинків, мешкає 4920 осіб. Має об'єкти соцкультпобуту.
Названий на честь 200-річчя Кривого Рогу. Обслуговує 88 в/з.